# 舂米女王
舂米女王（つきしねのひめみこ、生年不明 - 皇極天皇2年11月11日（643年12月30日））は、7世紀前半の皇族。『上宮聖徳法王帝説』より厩戸皇子（聖徳太子）の子。母は膳傾子の娘・膳部菩岐々美郎女。『日本書紀』には、上宮大娘姫王（かみつみやのいらつめのみこ）と記されている。

## 記録
『上宮聖徳法王帝説』によると、聖徳太子が膳部加多夫古臣の娘の菩岐々美郎女（ほききみのいらつめ）を娶って生んだ子として、筆頭にあげられている。同書には、異母兄の山代大兄王（山背大兄王）の妃となって、7人の子を産んだ、とある。
『日本書紀』巻第二十四、皇極天皇元年（642年）の記述によると、大臣蘇我蝦夷は、自分の家の祖廟を葛城の高倉（現在の奈良県御所市森脇・宮戸あたり）に建て、天子の行事を行ったという。また、百八十の部曲を使役して、双墓（ならびのはか、瓢形円墳）を今来（御所市東南部）に造り、それぞれ大陵、小陵と称して、蝦夷・入鹿親子の墓とした。この際に、聖徳太子の一族である上宮家の乳部（壬生部）の民をすべて集めて墓の工事に使った。その際に、
この時の発言が、『書紀』における舂米女王の唯一の記録である。
皇極天皇2年11月1日（643年12月20日）、蘇我入鹿は巨勢徳多、土師猪手らを派遣して、斑鳩宮の山背大兄王を襲撃させた。山背大兄王は一族および家臣の三輪文屋らとともに斑鳩宮から脱出し、生駒山に逃亡した。だが、深草屯倉に逃げて、さらに東国へ行き、「乳部を以て本として」兵を起こして戦うべきだという三輪文屋の言を退け、山背大兄王は斑鳩寺で妃妾など一族はもろともに縊死したが、舂米女王もこの時に王とともに自経したとみられる。『上宮聖徳法王帝説』にもこの時のことが、「皇極天皇の御代三年（644年）10月14日、蘇我蝦夷大臣の子、入鹿臣□□林太郎は、斑鳩の宮にいた山代大兄王およびその兄弟等、計十五人の王子□□をことごとく滅ぼした」とあり、『上宮聖徳太子伝補闕記』によるともっと具体的に、犠牲になった上宮家の諸王の中に「舂米女王」の名があげられている。

## 考察
上記の『書紀』の引用文で、舂米女王が「上宮大娘姫王」と称したことについて、山背大兄王ではなく、その妻の舂米女王が上宮乳部の役使に対して一定の発言権を有していたことを示している。遠山美都男は本来は狭義である斑鳩宮（上宮）に山背大兄王が入り婿することで、舂米女王が所有していた乳部に対する権限を補完したのではないか、と述べており、仁藤敦史は、聖徳太子が晩年に膳妃らとともに飽波葦宮に居住していたことから、「上宮乳部」の奉仕先がそちらへ変更され、膳妃の没後は娘である舂米女王がその管理権を保有するようになり、遠山説のように、上宮家の管理権の拡散を防ぐために舂米女王と政略結婚し、上宮家の家長としての権威を有し、聖徳太子の後継者として正式に認められたのではないか、としている。